# Loulou Picasso
Loulou Picasso, de son vrai nom Jean-Louis Dupré, né à Mazingarbe (Pas-de-Calais) le 13 mai 1954, est un artiste peintre et graphiste français. Il est un des membres fondateurs du collectif Bazooka dans les années 1970.

## Vie et œuvre
Loulou Picasso est issu d’une famille bretonne de la région de Fougères. Fils d'un comptable et d'une couturière, il a deux sœurs, Laurence et Brigitte. Il est daltonien. Pendant son enfance, la famille déménage successivement à Fougères, à Vimoutiers, à Caen, à Bayeux (quand Loulou a de huit à douze ans), avant de s'installer à Rouen, où le lycéen prend des cours du soir à l'école des Beaux-Arts. Il y suit entre autres une formation à la pratique de la gravure. 
Après avoir passé son bac, il part étudier à l’école des Beaux-Arts de Paris. En 1974, avec ses condisciples Kiki Picasso, Olivia Clavel, Lulu Larsen et quelques autres, il est un des cofondateurs du collectif artistique Bazooka, lequel sera actif durant la seconde moitié des années 1970. C’est l’époque du punk rock, dont Bazooka sera en quelque sorte un pendant graphique. Loulou participe à toutes les publications du groupe, entre autres le Bulletin périodique (1976, sept numéros) et le tabloïd Un regard moderne (six numéros, 1978). Parallèlement à sa participation en tant qu'auteur, il est le "maquettiste" des productions du groupe. C'est lui qui conçoit et réalise la mise en page des publications, il dessine aussi la typographie des titres. 
Loulou intervient de façon régulière dans le quotidien Libération (1977) avec les autres membres de Bazooka. C'est à cette occasion qu'il prend le nom de Picasso et signe depuis ses œuvres Loulou Picasso.
À Rouen, il fréquente le chanteur et performeur Genesis P-Orridge et son groupe Throbbing Gristle. Il illustre des pochettes de disques pour les labels Sordide Sentimental (Rouen) et Skydog (Paris).
Dès le début des années 80, les membres du groupe suivent chacun un itinéraire personnel. Loulou Picasso répond à de multiples commandes privées et publiques et se consacre à la peinture. Sa peinture, principalement des portraits et des scènes de genre, se caractérise par la rareté de la couleur, l’omniprésence du noir et blanc décliné en subtiles nuances de gris, et le recours à certains éléments fétiches, tels de courts énoncés typographiés en caractères Pica, des bandelettes de damier noir et blanc, ou des lignes brisées imitant les structures moléculaires. Loulou exposera régulièrement à Paris à la Galerie du Jour Agnès b, ainsi qu’à la galerie Arts Factory.
Dans les années 1990, Loulou Picasso s’installe à Bazouges-la-Pérouse (Ille et Vilaine). Il y fonde en 1994 un Centre de création et dirigera en 2000-2001 l’Espace Culturel Multimédia de Bazouges-la-Pérouse. En 2002, il met en place un Atelier des arts visuels de Haute-Bretagne.
De 2002 à 2005 il conçoit, met en ligne et anime un site internet pour lequel il reprend l’intitulé Un regard moderne. Il y intervient sur des documents d’actualité avec ses anciens camarades Kiki Picasso, Olivia Clavel, et d’autres artistes. À la fin 2005, il part quelques semaines en résidence à l’île de Georgie du Sud, dans le sud de l’Atlantique, à bord de la goélette d'exploration scientifique Tara,.

## Expositions
- Inclination permanente, Galerie Élisabeth de Senneville, Paris, 1981.
- Affairisme et culture, Centre Georges Pompidou, Paris, 1984.
- La leçon de peinture, Galerie du Jour Agnès b, Paris, 1986.
- Gloria l’Autrichienne, Galerie du Jour Agnès b, Paris, 1987.
- Architecture, Galerie du Jour Agnès b, Paris, 1989.
- Rossia, Meili Kinekan, Tokyo, 1991.
- Le mal entendu, Galerie du Jour Agnès b, Paris, 1992.
- Les sapins, Galerie du Jour Agnès b, Paris, 1994.
- Peisaj, Institut français de Bucarest, 1995.
- Loulou Picasso, La Fab, Paris, 2022.
- Hexadezimalsystem, Galerie Arts Factory, 2022.

### Œuvres personnelles
- Silence (avec Dorothée Lalanne). Futuropolis, 1980.
- Agréable. Futuropolis, 1982.
- Rossia, Moskva-Vladivostok (avec Katsuhiko Hibino). Bijutsu Shuppan Design Center, Japon, 2011.
- Engin explosif improvisé (avec Kiki Picasso). L’Association, 2009.
- La Révolution triste. United Dead Artists, 2011.
- Hexadezimalsystem. Arts Factory, 2022.